# Comuna Popești, Iași
Popești este o comună în județul Iași, Moldova, România, formată din satele Doroșcani, Hărpășești, Obrijeni, Pădureni, Popești (reședința) și Vama.

## Așezare
Comuna se află în zona central-vestică a județului. Este străbătută de șoseaua județeană DJ282D, care o leagă spre nord de Podu Iloaiei (unde se termină în DN28) și spre sud de Mădârjac. Lângă Popești, din acest drum se ramifică șoseaua județeană DJ207A, care o leagă spre vest și sud-vest de Sinești și mai departe în județul Neamț de Boghicea, Bâra, Sagna și Roman (unde se termină în DN2).

## Demografie
Componența etnică a comunei Popești
     Români (81,85%)
     Alte etnii (0%)
     Necunoscută (18,15%)
Componența confesională a comunei Popești
     Ortodocși (81,64%)
     Alte religii (0,07%)
     Necunoscută (18,29%)
Conform recensământului efectuat în 2021, populația comunei Popești se ridică la 4.287 de locuitori, în creștere față de recensământul anterior din 2011, când fuseseră înregistrați 4.085 de locuitori. Majoritatea locuitorilor sunt români (81,85%), iar pentru 18,15% nu se cunoaște apartenența etnică. Din punct de vedere confesional, majoritatea locuitorilor sunt ortodocși (81,64%), iar pentru 18,29% nu se cunoaște apartenența confesională.

## Politică și administrație
Comuna Popești este administrată de un primar și un consiliu local compus din 15 consilieri. Primarul, Vasile Lupu[*], de la Partidul Național Liberal, este în funcție din 2008. Începând cu alegerile locale din 2024, consiliul local are următoarea componență pe partide politice:
|  | Partid                          | Consilieri | Componența Consiliului | Componența Consiliului | Componența Consiliului | Componența Consiliului | Componența Consiliului | Componența Consiliului |
|  | ------------------------------- | ---------- | ---------------------- | ---------------------- | ---------------------- | ---------------------- | ---------------------- | ---------------------- |
|  | Alianța pentru Unirea Românilor | 6          |                        |                        |                        |                        |                        |                        |
|  | Partidul Național Liberal       | 5          |                        |                        |                        |                        |                        |                        |
|  | Partidul Social Democrat        | 3          |                        |                        |                        |                        |                        |                        |
|  | Partidul Mișcarea Populară      | 1          |                        |                        |                        |                        |                        |                        |

## Istorie
La sfârșitul secolului al XIX-lea, comuna făcea parte din plasa Cârligătura a județului Iași și era formată din satele Popești, Rădeni, Obrijeni, Doroșcani, Hărpășești, Mădârjac, Grumușelele și Bojila, având în total 2736 de locuitori. În comună funcționau o moară de apă, una cu aburi, trei școli cu 98 de elevi, și șapte biserici. Anuarul Socec din 1925 o consemnează în plasa Bahlui a aceluiași județ, având 2811 locuitori în satele Doroșcani, Hărpășești, Obrigeni, Popești și Vama. În 1931, comunei i s-au alipit temporar satele comunei Sinești care a fost desființată, dar ulterior comuna Sinești a reapărut.
În 1950, comuna a fost transferată raionului Târgu Frumos și apoi (după 1960) raionului Iași din regiunea Iași. În 1968, ea a revenit la județul Iași, reînființat.

## Monumente istorice

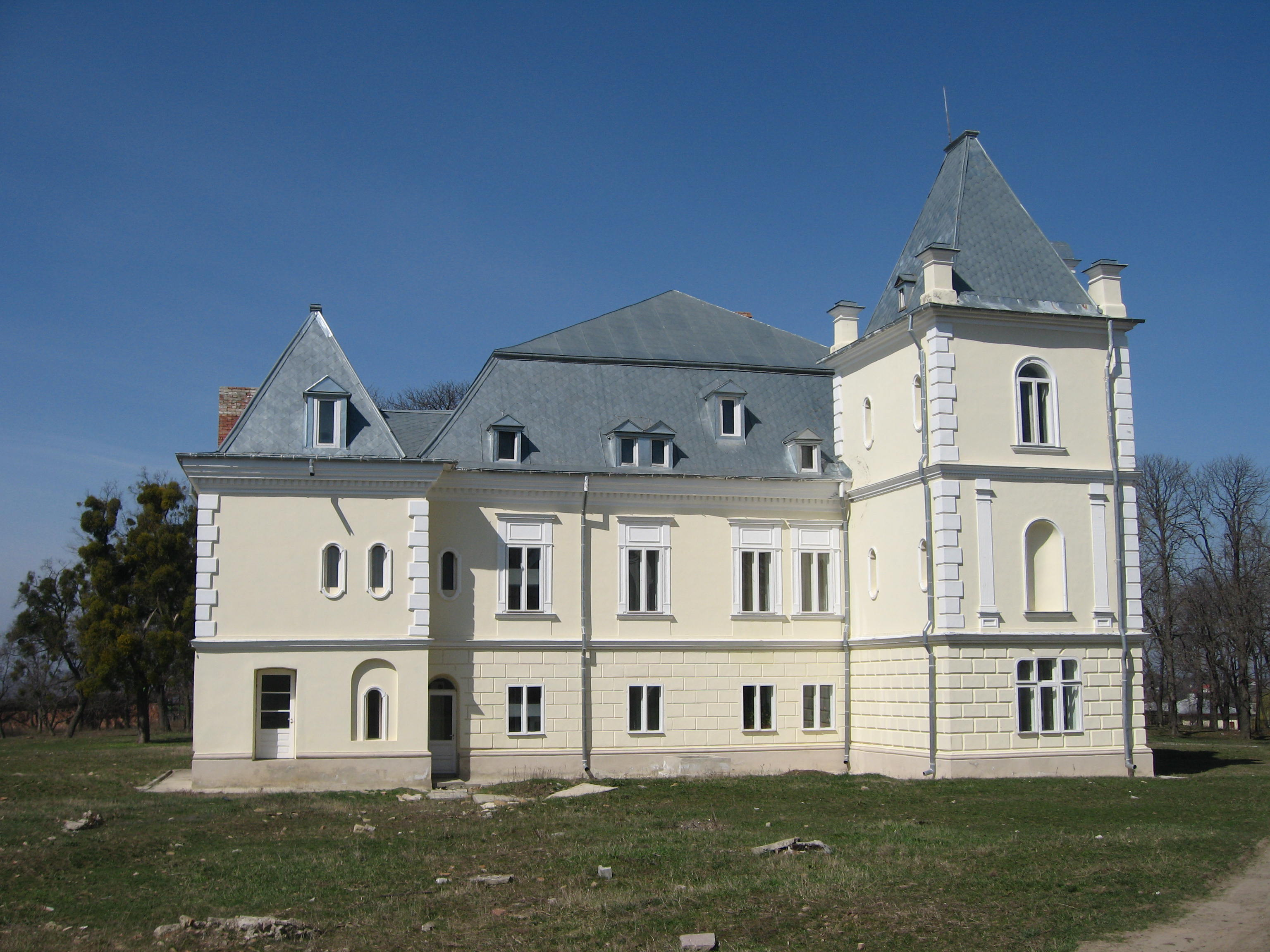
Conacul Cantacuzino-Pașcanu din Popești, monument istoric

Unsprezece obiective din comuna Popești sunt incluse în lista monumentelor istorice din județul Iași ca monumente de interes local. Cinci dintre acestea sunt situri arheologice: situl din „Dealul Gagea” de la nord-nord-est de satul Doroșcani; situl din „Dealul Viilor” aflat la 3,5 km nord de același sat; situl de la „Gropul Morii” de la 1 km nord-est de satul Hărpășești; situl „din Sărături”, de la 1,5 km est-nord-est de Popești; și situl de „la Movilă”, de la 1 km sud de același sat.
Celelalte șase sunt clasificate ca monumente de arhitectură: biserica „Sfântul Nicolae” (1857) de la Doroșcani; biserica „Sfinții Împărați” (1833) din Hărpășești; biserica de lemn „Sfântul Gheorghe” (1780) din Roșcani; biserica de lemn „Sfântul Dumitru” (1835); Biserica de lemn „Sfânta Treime” (1700) din Popești; și ansamblul conacului Cantacuzino-Pașcanu (secolul al XVIII-lea), ansamblu aflat în satul Popești și format din conacul propriu-zis și biserica „Sfântul Ilie” (1776).

## Personalități născute aici
- Florin Lăzărescu (n. 1974), prozator, scenarist și publicist.